# شیخ جانلو
شیخ جانلو از آبادی‌های دهستان خانندبیل غربی در بخش مرکزی شهرستان خلخال است 